# کنیسای یوآو
کنیسای یوآو (Yu Aw) یکی از کنیسه‌های بازمانده از یهودیان افغانستان واقع در محلهٔ مُهمَندها در شهر کهنه هرات است. این منطقه زمانی محلهٔ موسائی‌ها شناخته می‌شد. یوآو تنها کنیسه از چهار کنیسهٔ دیگر هرات (آشور، غول، یوآو و چهارمی بدون نام) است که هنوز با مشخصات اصلی‌اش باقی مانده است.
این کنیسای در سه طبقه مشتمل بر تالار تجمعات، اتاق‌های جانبی، راهرو و نمای بیرونی متشکل از هفت گنبد کوچک و بزرگ با مشخصه‌های یهودی است.